# Кардамон
Кардамонът (Elettaria cardamomum) е пикантна ароматна подправка от семейство Джинджифилови (Zingiberaceae). Той е многогодишно растение, достигащо височина между 1,8 и 3,6 m. Понякога наименованието кардамон се изписва кардамом.
Зелените семенни шушулки на растението се изсушават и семената се използват в индийската и азиатската кухня цели или смлени. Смленият кардамон е основна съставка на кърито. В Близкия изток кардамонът се слага в кафето, а в други страни като Иран го използват в чая. Той е съставка в билковите чайове от Индия, наричани „Йоги чай“. Индийският щат Сиким е първи по отглеждане и производство на подправката в Индия.
Кардамонът е използван за първи път около 700 г. и е внесен в Европа за първи път около 1200 г. Произхожда от тропическите джунгли в Индия, Шри Ланка, Малайзия и Суматра, а сега се отглежда и в Непал, Тайланд и Централна Америка.
Кардамонът има характерен вкус и силен аромат. Използва се често при печене в Скандинавия. Въпреки че е една от най-скъпите подправки по тегло, за промяна на вкуса е нужно съвсем малко количество. Най-добре е кардамонът да се съхранява цял в шушулките, тъй като след смилане семената бързо губят аромата си.